# سیارک ۵۴۶۶
سیارک ۵۴۶۶ (به انگلیسی: 5466 Makibi، نامگذاری:1986WP8) پنج هزار و چهارصد و شصت و ششمین سیارک کشف شده‌است که در ۳۰ نوامبر ۱۹۸۶ کشف شد.
قدر مطلق سیارک برابر ۱۲٫۴۰ است.